# Umbra Software
Umbra Software Ltd. — финская частная компания, разработчик компьютерных графических технологий. Umbra Software специализируется на графических оптимизациях и предоставляет подпрограммное обеспечение (англ. middleware) для оптимизации графических движков для игр на ПК и игровых консолей.
Umbra Software сотрудничает или сотрудничала со следующими компаниями: Intel, Microsoft, Epic Games, Sony Computer Entertainment, SpeedTree и другими.

## История
Umbra Software была основана в 2005 году в столице Финляндии Хельсинки, отделившись от компании Hybrid Graphics. После этого в сентябре 2006 года она приобрела в Hybrid Graphics программу «dPVS» и продолжила её разработку. Последний продукт Umbra Software — «Umbra» — является подпрограммным обеспечением по обработке графических окклюзий с помощью аппаратной поддержки.
В настоящее время «dPVS», основным отличием которого от «Umbra» был программный препроцессинг силами CPU, не поддерживается и не лицензируется.
Umbra Software посетила конференцию разработчиков игр «Game Developers Conference» 2008.
На мероприятии Gamefest 2008, которое проводилось компанией Microsoft с 22 по 23 июля 2008 года в Сиэтле, Umbra Software выступила с лекцией «Visibility optimization for games» (рус. Визуальная оптимизация для игр).
В 2010 году Umbra Software планирует посетить конференцию разработчиков игр «Game Developers Conference» 2010.

## Внешние ссылки
- Официальный сайт компании  (англ.)